# Raimundo Lazo
Pour les articles homonymes, voir Lazo.
Raimundo Lazo y Baryolo, né le 11 mars 1904 à Camagüey (Cuba) et mort le 28 septembre 1976 à La Havane, est un linguiste, universitaire, essayiste et critique littéraire cubain.